# رولاند رييس
رولاند رييس هو سياسي فرنسي، ولد في 11 يناير 1945 في نيدرلاوترباخ في فرنسا. نشط حزبياً في الحزب الاشتراكي.

## مناصب
- انتخب municipal councillor of Strasbourg ‏ خلال فترته النيابية ‏ (30 مارس 2014 – 17 مايو 2020).
- انتخب 2016-2019 UCLG Co-President ‏ (15 أكتوبر 2016 – 15 نوفمبر 2019).
- انتخب  لترشحه ضمن قائمة ستراسبورغ، خلال فترته النيابية ‏ (30 مارس 2014 – ).
- انتخب نائب عن الجمعية البرلمانية لمجلس أوروبا  [لغات أخرى]‏ لترشحه ضمن قائمة فرنسا، (1 أكتوبر 2007 – 28 نوفمبر 2008).
- انتخب Mayor of Strasbourg ‏ (1997 – 2000).
- انتخب member of the French Economic, Social and Environmental Council ‏.
- انتخب عضو مجلس الشيوخ الفرنسي ‏.
- انتخب عضو مجلس جهوي ‏.
- انتخب Mayor of Strasbourg ‏ خلال فترته النيابية ‏ (22 مارس 2008 – 27 مايو 2020).